# Coats, Kansas
Coats là một thành phố thuộc quận Pratt, tiểu bang Kansas, Hoa Kỳ. Năm 2010, dân số của xã này là 83 người.

## Dân số
Dân số các năm:
- Năm 2000: 112 người
- Năm 2010: 83 người